# Kinosternon durangoense
Kinosternon durangoense is een schildpad uit de familie modder- en muskusschildpadden (Kinosternidae). Het was lange tijd een ondersoort van de gele modderschildpad (Kinosternon flavescens) maar wordt tegenwoordig als aparte soort erkend. Er is nog geen Nederlandstalige naam voor deze schildpad. De soort werd voor het eerst wetenschappelijk beschreven door John B. Iverson in 1979.
Kinosternon durangoense komt voor in delen van Noord-Amerika en komt endemisch voor in Mexico. 